# Хун Неанг
Хун Неанг (кхмер. ហ៊ុន នាង, кит. 云良; 27 августа 1923 — 12 июля 2013) — отец премьер-министра Камбоджи Хун Сена. Официальный титул Neak Oknha Moha Pheakdey Saburisak Phoukea Thipadei был присвоен ему королем Камбоджи Нородомом Сиамони в 2011 году.